# 살레 (알레산드리아현)

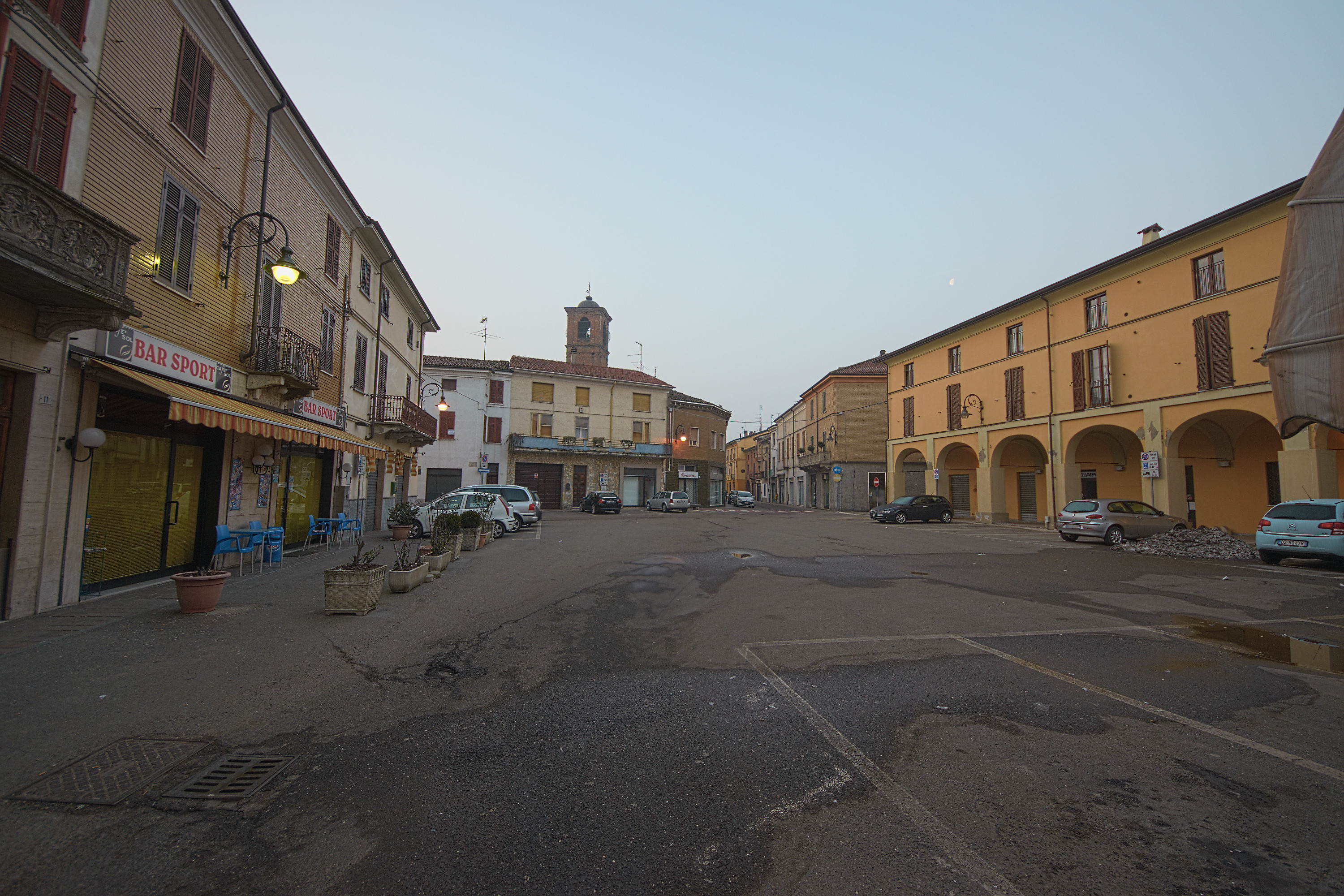

살레(이탈리아어: Sale)는 이탈리아 피에몬테주 알레산드리아도의 코무네이다.